# تساو شيويه تشين
تساو شيويه تشين (بالصينية: 曹雪芹)، (1715 أو 1724 – 1763 أو 1764)، كان روائي وشاعر صيني خلال عهد أسرة تشينغ. يُعرف كثيراً بسبب روايته الشهيرة حلم الغرفة الحمراء التي تُعد من الروايات الكلاسيكية العظيمة الأربع في الأدب الصيني.

## روابط خارجية
- تساو شيويه تشين على موقع الموسوعة البريطانية (الإنجليزية)